# Kanonenjagdpanzer
O Kanonenjagdpanzer foi um caça-tanque desenvolvido pela Alemanha Ocidental durante a Guerra Fria. Seu design foi baseado no Jagdpanzer IV, um caça-tanque utilizado pela Alemanha Nazista durante a Segunda Guerra Mundial.

## Design, desenvolvimento e serviço
O Kanonenjagdpanzer era um veículo de alta mobilidade e de baixo perfil. Seu chassi possuía uma blindagem em aço soldado com uma espessura máxima de 50 mm. Possuía 4 tripulantes: o comandante, o condutor, o artilheiro e o carregador.
O Kanonenjagdpanzer seguiu o projeto da maioria dos caça-tanques alemães da Segunda Guerra Mundial: seu canhão foi equipado dentro de uma estrutura em casamata. O canhão de 90 mm só poderia rotacionar 15 graus na horizontal, e elevar de -8 a +15 graus. Poderia transportar um máximo de 51 projéteis para o canhão principal de 90 mm, e 4,000 projéteis para as duas metralhadoras secundárias de 7,62 mm. Contavam ainda com proteção contra armas nucleares, radiológicas, biológicas e químicas, para além de equipamentos para combate noturno.
Os primeiros protótipos do Kanonenjagdpanzer foram construídos em 1960 pela Hanomag e pela Henschel para a Alemanha Ocidental, e pela MOWAG para a Suíça. Entre 1966 e 1967, 770 unidades foram construídas para a Bundeswehr, 385 pela Hanomag e 385 pela Henschel. Oitenta deles foram entregues para a Bélgica a partir de abril de 1975.[carece de fontes?]
Quando os soviéticos começaram a empregar seus carros de combates modernos, como o T-64 e o T-72, ficou claro que o canhão de 90 mm do Kanonenjagdpanzer não era capaz de combate-los à longo alcance, e o Kanonenjagdpanzer tornou-se obsoleto. Embora os fabricantes alegassem que o blindado poderia ser reequipado com uma canhão de 105 mm, entre 1983 e 1985, 163 unidades do blindado foram convertidos para o Jaguar 2, que possuíam lançadores de míssil antitanque, ao invés de um canhão convencional. Algumas outras unidades foram convertidas em veículos de observação de artilharia, removendo o canhão principal, sendo denominado de Beobachtungspanzer.
Alguns Kanonenjagdpanzer permaneceram em serviço no Heimatschutztruppe até 1990.

## Operadores
Alemanha Ocidental
 Bélgica